# Ellinaïs
Ellinaïs (en grec : Ελληναΐς ou ΕΛΛΗΝ.Α.Ι.Σ.) est l’acronyme grec de l’Association sacrée des fidèles de l’ancienne foi hellénique (Ελλήνων Αρχαιοθρήσκων Ιερόν Σωματείον), organisation religieuse basée à Athènes pour regrouper les polythéistes olympiens de Grèce.
Ellinaïs revendique que ses rituels puissent se dérouler sur les sites des anciens sanctuaires olympiens (ce qui la place en conflit avec l’administration des monuments historiques et avec les syndicats des guides touristiques) et que les mariages, reconnaissances onomastiques et autres cérémonies olympiennes soient officiellement reconnues par l’état-civil, à l’égal des baptêmes et mariages chrétiens. Ellinaïs a également des positions politiques, militant pour la paix mondiale, la préservation de l’environnement, le droit à l’éducation pour tous, l’égalité hommes-femmes, la tolérance religieuse. Les orientations politiques de ses membres sont cependant très diverses, mais ils sont priés de les garder pour eux, ainsi que leurs orientations sexuelles ; le groupe comporte des degrés initiatiques.
Bien que considérée comme une secte par l’Église orthodoxe de Grèce, l’Association des fidèles de la foi hellénique ne rejette pas le christianisme primitif, considérant que ses contacts avec l’hellénisme des origines ne furent pas toujours conflictuels, du moins tant que les dogmes chrétiens ne furent pas fixés par les tentatives successives d’imposer une unité doctrinale.  

## Histoire
Fondée en 2005 et dirigée par un conseil d’administration de 34 membres, surtout universitaires, Ellinaïs a été reconnue par l’État grec comme organisation religieuse. Elle entend « représenter les croyants fidèles aux anciens Dieux de l'Olympe, persécutés durant dix-sept siècles, vivant clandestinement et passés à l'ésoterisme ». À l’époque byzantine la majorité des Grecs, christianisés, se définissaient comme Romées (Ῥωμαῖoι, c’est-à-dire orthodoxes et sujets de la Romania, nom officiel de l’Empire), mais les polythéistes étaient appelés Έλληνες (Hellènes), nom synonyme de païens pour les chrétiens.
Le 22 janvier 2007, Ellinaïs réunissant environ 300 fidèles, qui, vêtus de tuniques et de chitons et gardés par les hoplites du service d’ordre, rendirent un culte public au temple de Zeus olympien d’Athènes, chantant des hymnes et dansant en procession pour célébrer à la manière antique les noces de Zeus et d’Héra (cérémonie connue par Hésiode). Télévision et médias ont été invités. Ellinaïs revendique 350 000 fidèles dont de petits groupes dans la diaspora grecque ; la police lui en reconnaît entre 15 000 et 20 000.